# Tomasz Shichirō
Tomasz Shichirō (ur. 1552 w Karatsu w Japonii; zm. 10 września 1622 na wzgórzu Nishizaka w Nagasaki) – błogosławiony Kościoła katolickiego, męczennik, ofiara prześladowań antykatolickich w Japonii.

## Życiorys
Tomasz Shichirō należał do Bractwa Różańcowego.
W Japonii w okresie Edo (XVII w.) doszło do prześladowań chrześcijan. Tomasz Shichirō został stracony 10 września 1622 na wzgórzu Nishizaka w Nagasaki za to, że nie doniósł władzom o ukrywaniu się katolickiego misjonarza (dominikanina − prawdopodobnie Alfonsa de Mena) w domu na ulicy, na której mieszkał.
Został beatyfikowany w grupie 205 męczenników japońskich przez Piusa IX w dniu 7 lipca 1867 (dokument datowany jest 7 maja 1867).
Dniem jego wspomnienia jest 10 września (w grupie 205 męczenników japońskich).